# Thomas Bauzou
Thomas Bauzou est un archéologue et historien français. Il est professeur à l'université d'Orléans.

## Biographie
Ancien élève de l’École normale supérieure (promotion L1976), docteur en archéologie (1989), il a aussi été un pensionnaire de l'Institut français du Proche-Orient (IFAPO). Il a soutenu sa thèse A finibus Syriae. Recherches sur les routes des frontières orientales de l'empire romain en 1989 sous la direction de Jean-Marie Dentzer. Thomas Bauzou a notamment collaboré avec Yves Perrin, maître de conférence en histoire ancienne à l’université Jean-Monet de Saint-Étienne.
Il est maître de conférences d'histoire ancienne à l'université d'Orléans depuis 1997. Il est spécialiste d'histoire romaine et du Moyen-Orient. Il est en outre épigraphiste et archéologue.
Il est un opposant à Daech, dont il fustige les destructions et pillages de sites archéologiques tels que Palmyre.

### Apparition audiovisuelle
Il intervient durant une minute dans le troisième (et avant-dernier) épisode de la série documentaire Monuments éternels réalisée en 2014 et diffusée par la suite sur Arte notamment. Dans le générique de ce documentaire, Thomas Bauzou est associé à l'Institut de Recherche sur les Archéomatériaux (IRAMAT), au CNRS/Université Tech Belfort-Montbéliard, à l'université Bordeaux Montaigne ainsi qu'à l'université d'Orléans.

## Publications

### Ouvrages
- De la cité à l'Empire : histoire de Rome (avec Yves Perrin), Éditions Broché, 1998
- De la cité à l'Empire : histoire de Rome (avec Yves Perrin), Éditions Broché, 2004
- Gaza à la croisée des civilisations : Contexte archéologique et historique (avec Patrice Mugny, Cäsar Menz, Fareed Armaly, Jean-Baptiste Humbert, Pierre-Louis Gatier, Matteo Campagnolo, Catherine Saliou, et Mahmoud Abbas), Éditions Broché, 2007

### Articles
- Épigraphie et toponymie : le cas de la Palmyrène du sud-ouest, Syria, Volume 70, Numéro 1, 1993, pp. 27-50[4].
- Sur les pas d'un pèlerin païen à travers la Syrie chrétienne. A propos du livre de Michel Tardieu, Les paysages reliques. Routes et haltes syriennes d'Isidore à Simplicius, Syria, Volume 71, Numéro 1, 1994, pp. 217-226[5].
- La Praetensio de Bostra à Dumata (El-Jowf), Syria, Volume 73, Numéro 1, 1996, pp. 23-35[6].